# Beauvoisin (Gard)
Beauvoisin is een gemeente in het Franse departement Gard (regio Occitanie). De plaats maakt deel uit van het arrondissement Nîmes. Beauvoisin telde op 1 januari 2022 5.823 inwoners.

## Geografie
De oppervlakte van Beauvoisin bedroeg op 1 januari 2022 27,82 vierkante kilometer; de bevolkingsdichtheid was toen 209,3 inwoners per km².

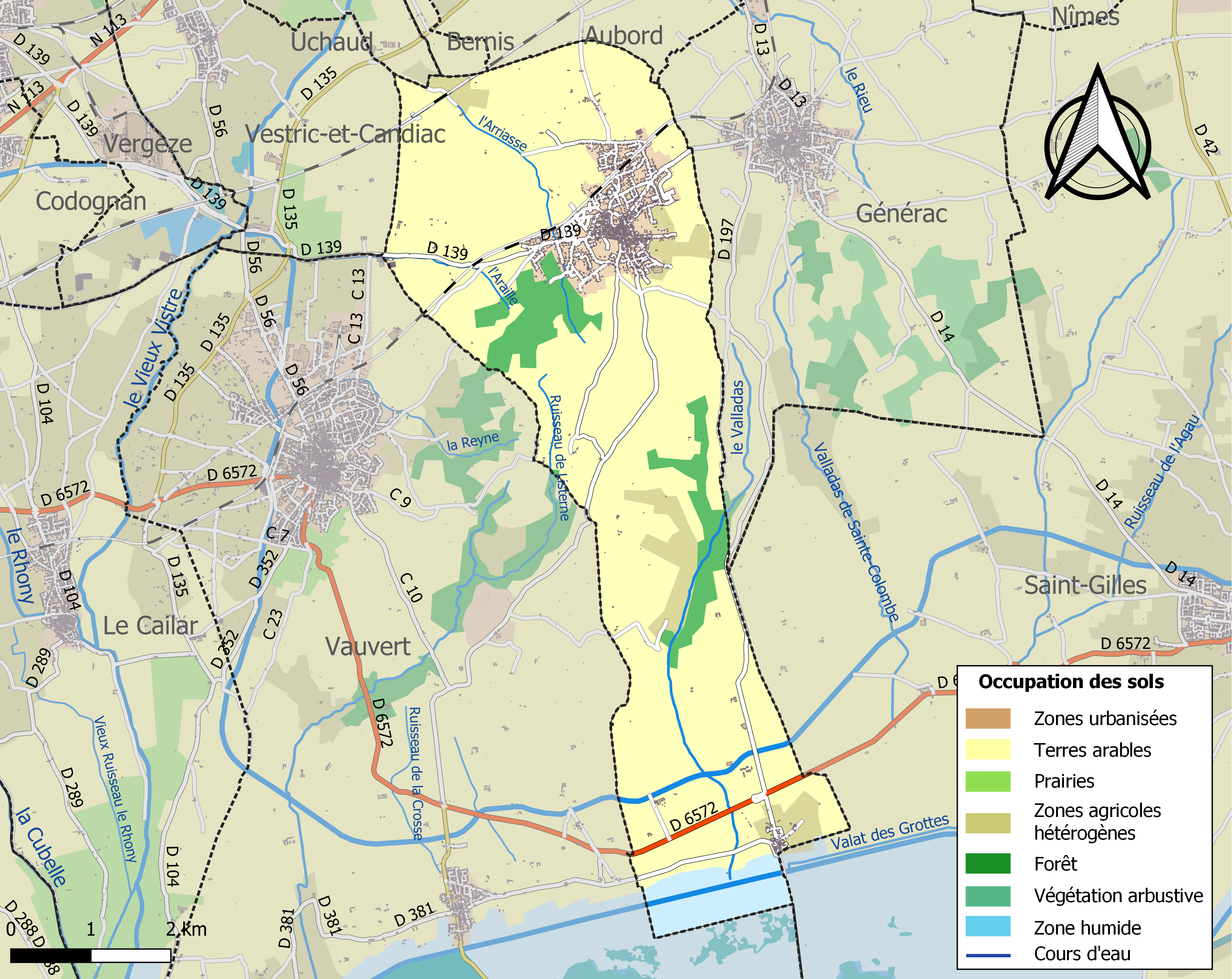
Kaart van de gemeente met belangrijkste infrastructuur, bodemgebruik en omliggende gemeenten

## Verkeer
In de gemeente ligt het spoorwegstation Beauvoisin.

## Demografie
Onderstaande figuur toont het verloop van het inwonertal (bron: INSEE-tellingen).